# Mudflap girl

Mudflap girl

Mudflap girl (en español, la chica de las faldillas antibarro) es una silueta icónica de una mujer sentada, recostada sobre sus manos y con el pelo al viento. Popular en los Estados Unidos, generalmente se encuentra en las faldillas antibarro de los camiones; en camisetas y todo tipo de ropa; y en otros artículos asociados con la industria del transporte por carretera de Norteamérica. La imagen a veces también se conoce como chica camionero, dama camionero o dama sentada (trucker girl, trucker lady o seated lady).
Este famoso diseño fue creado en la década de 1970 por Bill Zinda de Wiz Enterprises de Long Beach (California), para promover su línea de accesorios para camiones y automóviles. Se afirma que está inspirado en Leta Laroe, una famosa bailarina exótica del momento; o en Rachel Ann Allen, la esposa de un amigo y madre de Ed Allen, el propietario de la marca registrada.
Mudflap Girl recibió un registro de marca de la Oficina de Patentes y Marcas Registradas de Estados Unidos en enero de 2010.

## En la cultura popular
- Como parodia, las Bibliotecas de Wyoming usan la silueta pero sosteniendo un libro, en un esfuerzo por atraer lectores.[6][7][8]
- En el número 4 del cómic de Dreamwave Productions Transformers: The War Within, aparece Optimus Prime con una faldilla en la que figura la silueta de Elita One.[9]
- El blog feminista Feministing usó como logo una versión irónica de la silueta con el gesto de mostrar el dedo corazón.[10]
- El grupo de protesta "Feministas" en Futurama: Into the Wild Green Yonder utiliza un logo similar con la situeta de la chica en color rosa usando un megáfono.[11]